# Pink Floyd: Live at Pompeii
Live at Pompeii (en español: «En vivo en Pompeya») es una película documental, estrenada en 1972, de un concierto del grupo de rock británico Pink Floyd actuando en el antiguo anfiteatro romano de Pompeya sin público.
Las interpretaciones de "Echoes", "One of These Days" y "A Saucerful of Secrets" fueron filmadas entre el 4 de octubre y el 7 de octubre de 1971, mientras que el resto de canciones fueron filmadas en un estudio de París junto con proyecciones del anfiteatro de Pompeya. Estas secuencias de París fueron filmadas a finales de 1971 y comienzos de 1972, y pueden distinguirse por la presencia de barba de Rick Wright.
Esta versión fue distribuida en cines en septiembre de 1972 y también se incluye en la versión en DVD como extras. En agosto de 1974 se publicó otra versión que combina el material de Pompeya con filmaciones durante las sesiones del disco The Dark Side of the Moon en los estudios Abbey Road.
La película se ha estrenado en vídeo en numerosas ocasiones, y en 2002 apareció un DVD con la versión del director, que combinaba el metraje original de 1971 con tomas más contemporáneas del espacio y los alrededores de Pompeya, recopiladas por Maben.
En 2025, se anunció la proyección en cines de una nueva restauración en 4K y IMAX, bajo el nuevo título Pink Floyd at Pompeii – MCMLXXII.  Posteriormente, la remasterización sería lanzado en Streaming, CD, LP, DVD, Blu-Ray y Blu-ray Ultra HD el 2 de mayo de 2025.
Varias bandas y músicos se han inspirado en la película para crear sus propios vídeos o grabar conciertos sin público.

## Lista de canciones

### Lista original de la edición de 1972
1. "Intro Pompeii"
2. "Echoes (Parte I)"
3. "Careful with that Axe, Eugene"
4. "A Saucerful of Secrets"
5. "One of These Days"
6. "Set the Controls for the Heart of the Sun"
7. "Mademoiselle Nobs" (Seamus)
8. "Echoes (Parte II)"

### Lista de la edición de 1974
1. "Intro Pompeii"
2. "Echoes (Parte I)"
3. "On the Run" (Studio Footage)
4. "Careful with that Axe, Eugene"
5. "A Saucerful of Secrets"
6. "Us and Them" (Studio Footage)
7. "One of These Days I'm Going to Cut You Into Little Pieces"
8. "Set the Controls for the Heart of the Sun"
9. "Brain Damage" (Studio Footage)
10. "Mademoiselle Nobs" (Seamus)
11. "Echoes (Parte II)"

### Lista del corte del director de 2002
1. "Echoes (Parte I)"
2. "Careful with That Axe, Eugene"
3. "A Saucerful of Secrets"
4. "Us and Them" (Studio footage)
5. "One of These Days"
6. "Mademoiselle Nobs" (Seamus)
7. "Brain Damage" (Studio footage)
8. "Set the Controls for the Heart of the Sun"
9. "Echoes (Parte II)"

### The Early Years 1965-1972(2016)
1. "Careful With That Axe, Eugene"
2. "A Saucerful Of Secrets"
3. "One of These Days"
4. "Set the Controls for the Heart of the Sun"
5. "Echoes"

## Pink Floyd at Pompeii – MCMLXXII
Es una restauración a la resolución 4K de la película original, basado en la reedición de 1974. Fue estrenado mundialmente en cines selectos y IMAX por tiempo limitado el 24 de abril y 27 de abril de 2025.
El audio ha sido remasterizado y remezclado digitalmente por Steven Wilson. Fue lanzado también en formatos domésticos, el cual contiene las actuaciones en directo de la película, así como dos temas adicionales, incluyendo una versión extendida inédita de "A Saucerful Of Secrets", así como una versión alternativa de "Careful with that Axe, Eugene".

### Lista de canciones
| Disco 1 |                                             |                                |          |  |
| N.º     | Título                                      | Escritor(es)                   | Duración |  |
| 1.      | «Pompeii Intro»                             | Gilmour, Mason, Waters, Wright | 3:30     |  |
| 2.      | «Echoes» (Parte 1)                          | Gilmour, Mason, Waters, Wright | 11:55    |  |
| 3.      | «Careful With That Axe, Eugene»             | Gilmour, Mason, Waters, Wright | 6:37     |  |
| 4.      | «A Saucerful Of Secrets»                    | Gilmour, Mason, Waters, Wright | 10:10    |  |
| 5.      | «One Of These Days»                         | Gilmour, Mason, Waters, Wright | 5:55     |  |
| 6.      | «Set The Controls For The Heart Of The Sun» | Waters                         | 10:29    |  |
| 7.      | «Mademoiselle Nobs» (Seamus)                | Gilmour, Waters, Wright        | 1:49     |  |
| 8.      | «Echoes» (Parte 2)                          | Gilmour, Mason, Waters, Wright | 13:23    |  |
| 1:03:48 |                                             |                                |          |  |

| Disco 2 |                                                       |                                |          |  |
| N.º     | Título                                                | Escritor(es)                   | Duración |  |
| 1.      | «Careful With That Axe, Eugene» (Versión alternativa) | Gilmour, Mason, Waters, Wright | 6:01     |  |
| 2.      | «A Saucerful Of Secrets» (Versión inédita)            | Gilmour, Mason, Waters, Wright | 12:45    |  |
| 18:46   |                                                       |                                |          |  |

#### Nota
- En la edición para vinilos, del disco 1, las canciones 1–3 se encuentran en el lado A, las canciones 4–5 se encuentran en el lado B, las canciones 6–8 se encuentran en el lado C y las canciones bonus del disco 2 se encuentran en el lado D.